# Arbeitsgemeinschaft Junge GenossInnen

AGJG-Logo

Die Arbeitsgemeinschaft Junge GenossInnen (AGJG) war bis Juni 1999 die Jugendorganisation der PDS. Sie gründete sich 1990. Zu den Gründungsmitgliedern gehört etwa der ehemalige Parteivorsitzende Dietmar Bartsch der Linken.
Die AGJG arbeitete als parteiinterne Struktur. Führendes Mitglied war beispielsweise Angela Marquardt, Bundestagsabgeordnete der PDS bis 2002.
Ab Mitte 1998 waren bereits Auflösungserscheinungen aufgetreten, so dass es den Aufruf gab, einen neuen Jugendverband zu gründen. Im Juni 1999 entstand daraus ['solid] – die sozialistische Jugend, diesmal nicht als Arbeitsgemeinschaft in der PDS, sondern als eigenständiger PDS-naher Verein. Nach der Bundestagswahl 2005 erkannten diverse Landesverbände der WASG ['solid] als ihren nahestehenden Jugendverband an.
Zwischen 1999 und 2007 bestanden nur noch in Sachsen, Mecklenburg-Vorpommern (Schwerin), Sachsen-Anhalt und Nordrhein-Westfalen (Aachen) Strukturen der AGJG.
Am 20. Mai 2007 gingen diese im gemeinsamen Jugendverband Linksjugend ['solid] auf.